# Erik Öhlin
Ivan Erik Öhlin, född 16 mars 1909 i Oscars församling i Stockholm, död 12 januari 1977 i Adolf Fredriks församling i Stockholm, var en svensk målare, grafiker, tecknare och rentier. 
Öhlin studerade vid Berggrens målarskola 1931–1932 och ett år för Albert Engström, Olle Hjortzberg och Isaac Grünewald vid Konstakademien i Stockholm innan han fortsatte sin utbildning i Danmark och Paris där han bland annat studerade för Fernand Léger och Amédée Ozenfant fram till 1938. Efter och under sin utbildningstid företog han ett antal studieresor till bland annat Rom där han bosatte sig 1957. Som separatutställare debuterade han på Gummesons konsthall 1934 som följdes av en separatutställning på Svensk-franska konstgalleriet 1935 och Modern konst i hemmiljö 1939, han ställde ut en serie med Parismotiv på Louis Hahnes konstsalong 1945 och han genomförde en privat visning på prins Eugens Waldemarsudde 1966 dessutom ställde han ut separat på Institut Tessin i Paris och på Circolo Scandinavia i Rom. Tillsammans med Göran Brunius ställde han ut på Galerie Modern 1938 och han medverkade i samlingsutställningarna God konst i alla hem och i Riva del Sole i Italien. Under 1940-talet medverkade han med konstrecensioner i Konstvärlden och därefter i tidskriften Se. Hans konst består av molnstudier, träd- och stenstudier, stilleben och landskapsskildringar utförda i olja, pastell, akvarell eller teckning.
Öhlin är representerad vid Nationalmuseum och Moderna museet. 
Han var son till grosshandlare Adolf Ivan Öhlin och Märta Collijn samt gift första gången 1934 med Birgitta Öberg och från 1942 med skådespelaren Birgit Bergelin-Rydeberg (1907–1979). Erik Öhlin är begravd på Djursholms begravningsplats.